# 水島臨海鉄道MRT300形気動車
水島臨海鉄道MRT300形気動車（みずしまりんかいてつどうMRT300がたきどうしゃ）は、1995年（平成7年）に4両、1996年（平成8年）に2両、計6両製造された水島臨海鉄道の気動車である。

## 概要
日本国有鉄道（国鉄）、西日本旅客鉄道（JR西日本）および四国旅客鉄道（JR四国）から譲受したキハ20形が在籍していたが、車両の老朽化が進んでいた。老朽化した車両の淘汰や、安全・快適なサービス向上を図るために、301・302が1995年2月11日、303・304が1995年11月29日、305・306が1996年11月22日 に製造された。

## 構造

### 車体
新潟鐵工所のローカル線向け軽快気動車「NDC」の機構をベースとしており、全鋼製である。輸送量の多い通勤・通学路線であるため、通常形気動車同等の全長21.3mの大型車である。
301・302はクリームホワイトの車体に、ブルー濃淡の線で車体側面に「MR」のロゴマークが描かれており、304 - 306は青色の車体に、一般から公募したひまわりの絵がラッピングされ、後者には「ひまわり号」という愛称がある。
側出入口または側引戸は車体両端2箇所に片開きドアを設けており、旅客乗降口の幅は910mmである。

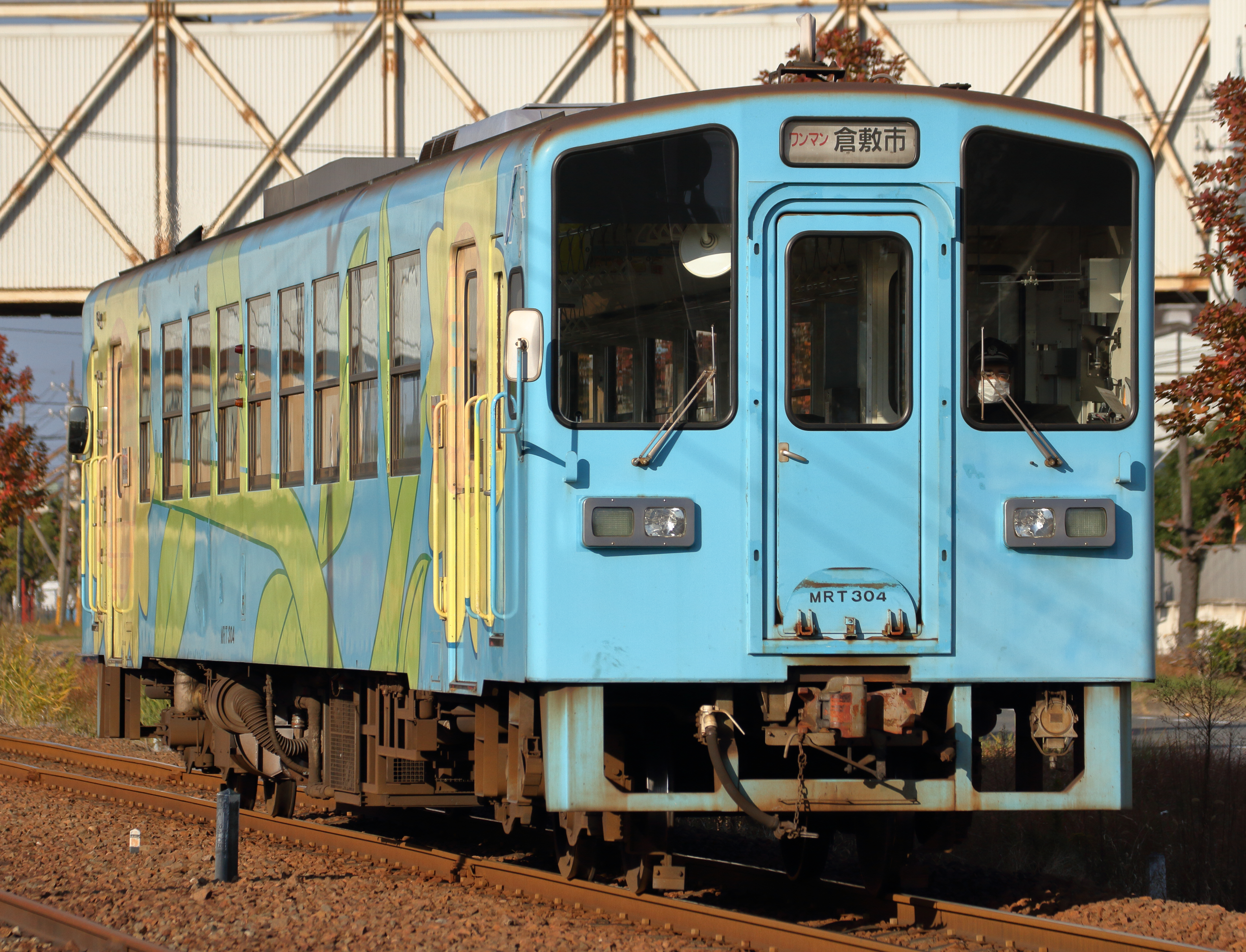
愛称「ひまわり号」MRT300形304（三菱自工前、2020年11月）

### 車内
車内はクリーム系で明るい色調であり、座席は中央の通路を挟んで4組ずつの固定クロスシートを中央部に、ロングシートを車端部に設置し、千鳥形に配列している。
側窓は上段は固定、下段は上昇下降できるようにしてあり、巻上げ式のカーテンを設置している。
ドアを開閉するときに、ドアチャイムが鳴り、自動・半自動の切り替えが可能であり、半自動ドアはボタンで操作する方式である。
301・302を導入当初はワンマン運転は実施しておらず、将来のワンマン化に備えて準備工事を施した構造としていたが、1996年（平成8年）3月16日よりワンマン運転開始にともない、全列車に自動音声合成装置（音声案内）やワンマン設備を設置し、車内駅名・料金案内表示装置（LED）を305・306に設置している。
トイレは全車両設置されていない。

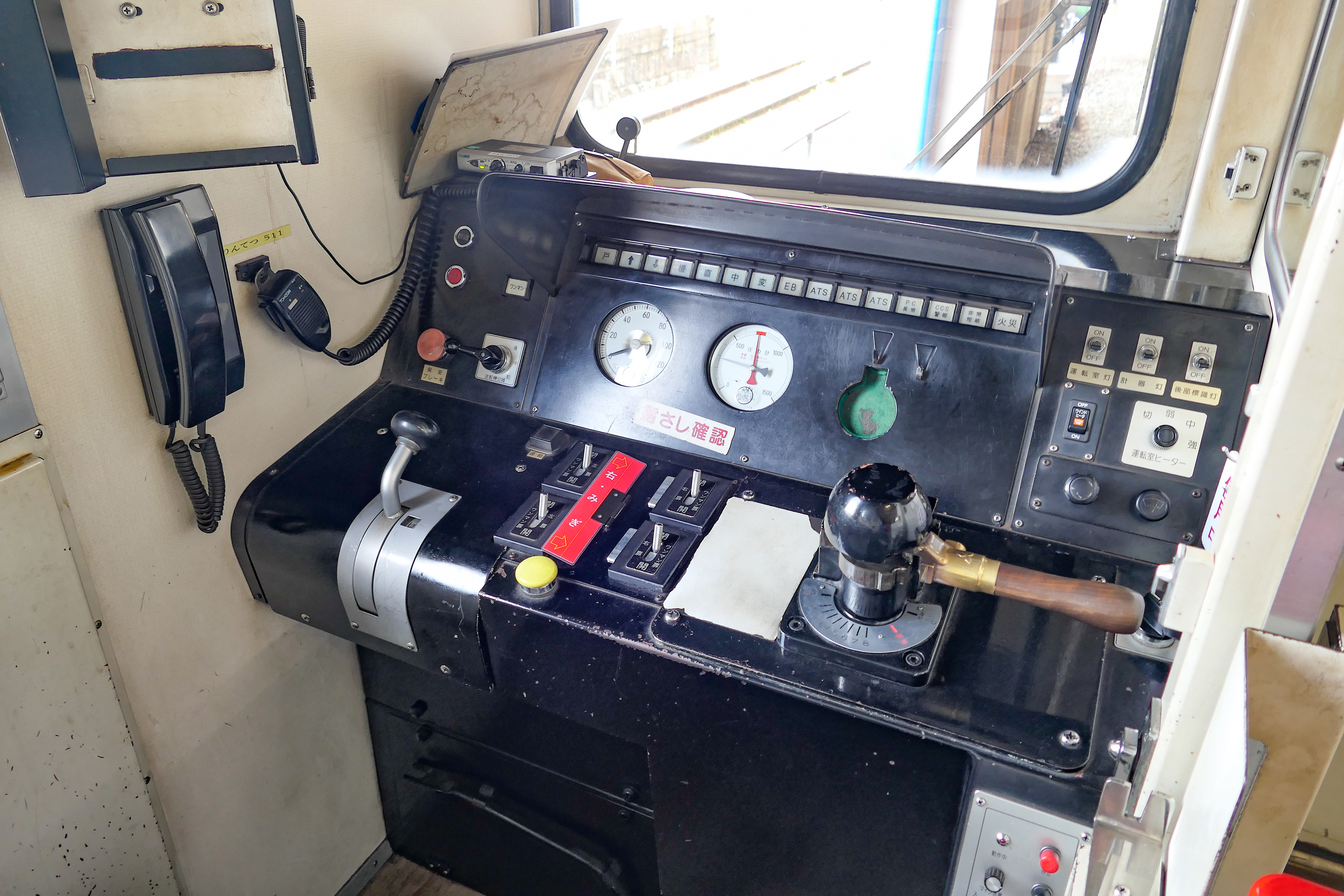
MRT300形301の運転台周り。 （倉敷市、2023年6月）
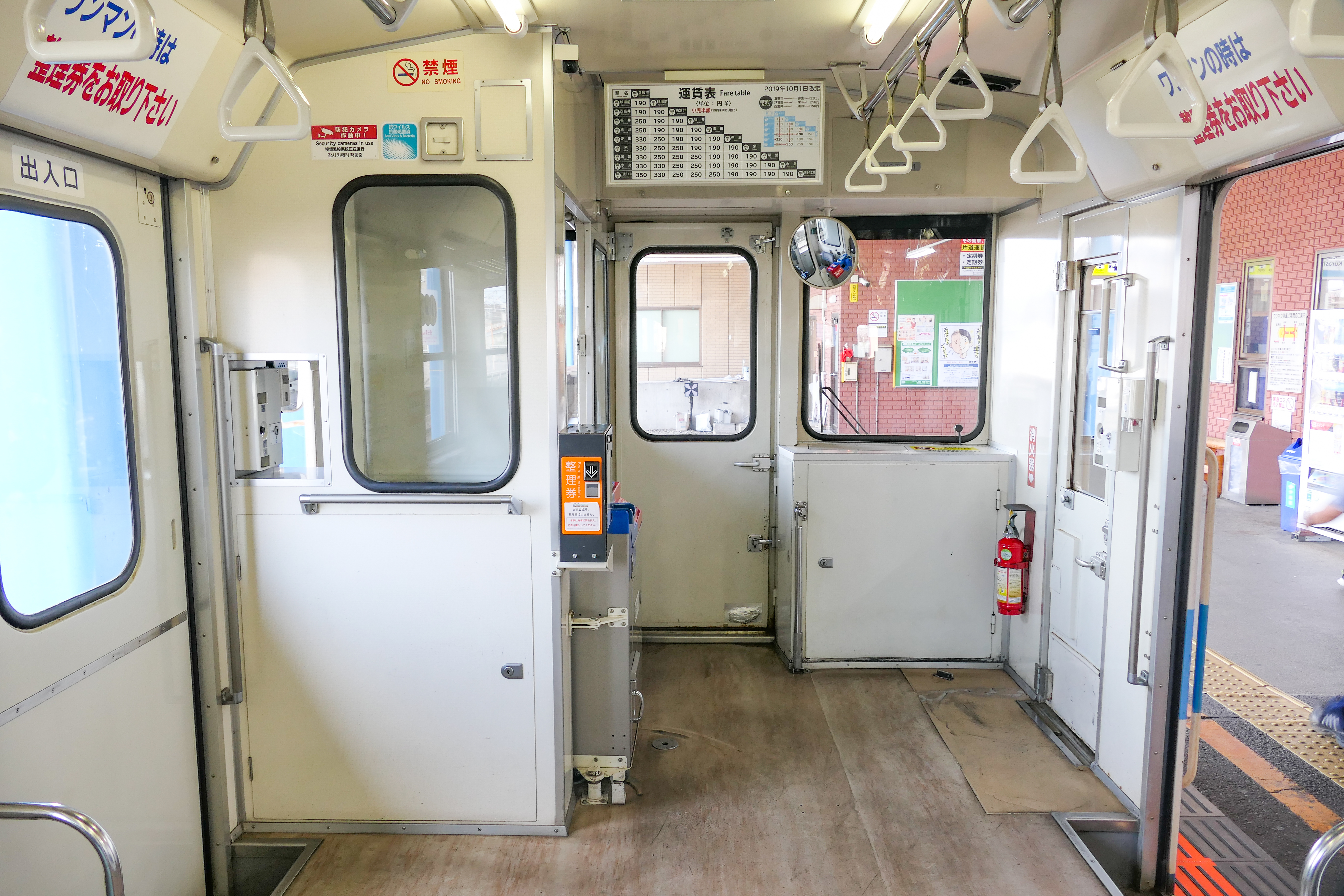
MRT300形301の乗務員室周り。 （倉敷市、2023年6月）
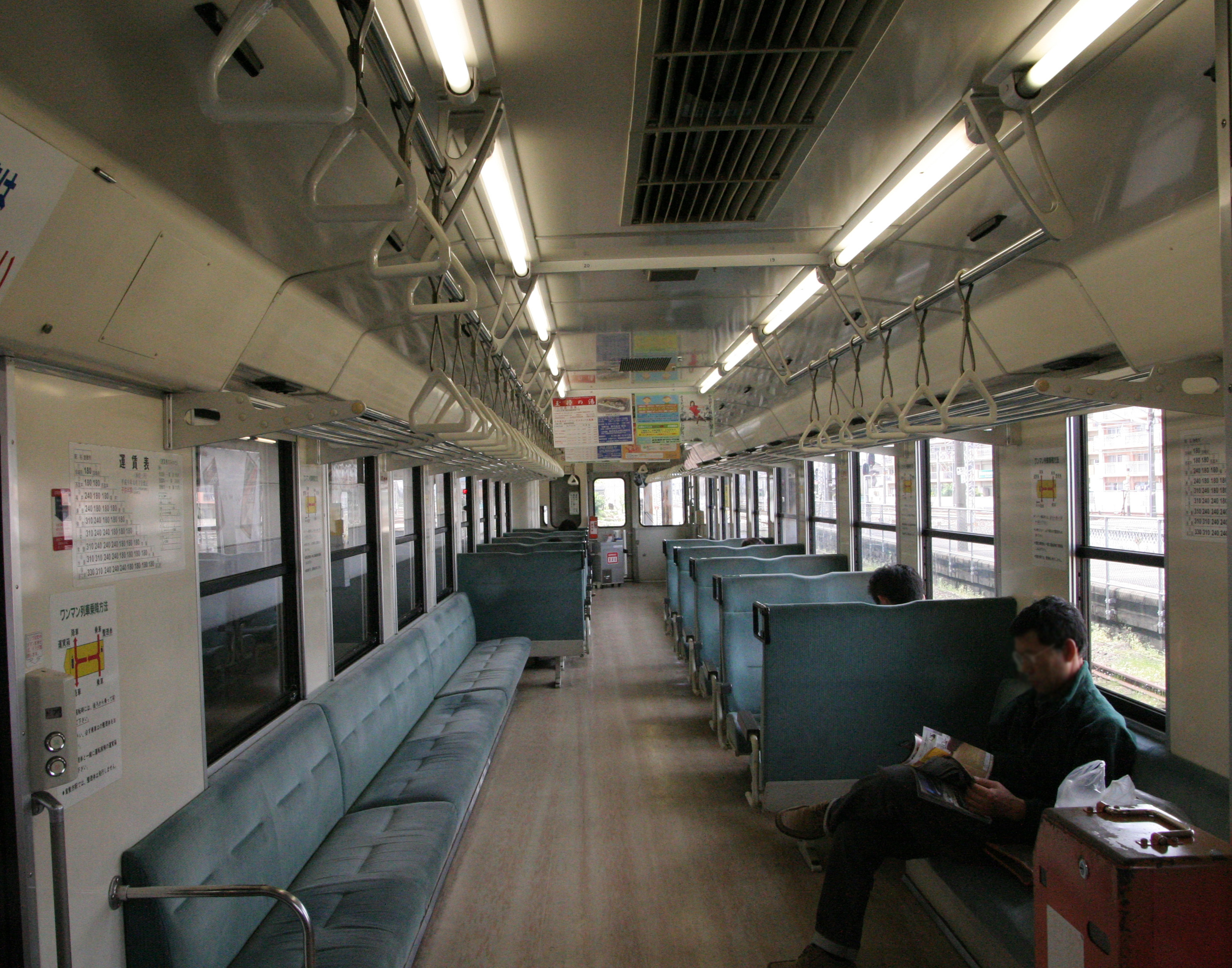
MRT300形302の車内。 クロスシートとロングシートを千鳥形に配置している。（倉敷市、2008年4月）

### 走行装置
エンジンは、新潟原動機製のDMF13HZ(330PS/2000rpm)を1基搭載しており、総排気量は12.7リットルで最大トルクは144kg・m/ 1300rpmである。
液体変速機は、変速1段・直結2段の新潟コンバーター製のTACN-22-1611を搭載している。
空気バネ式のボルスタレス台車を採用しており、動力台車形式はNP129Dで、付随台車形式はNP129Tである。
制動装置は、電気指令式空気ブレーキ、直通予備ブレーキを装備し、空気圧縮機はC-600形を1台装備、留置する際は保安ブレーキで代用としており、メンテナンスの省力化を図っている。
- MRT-305の走行音（浦田 - 弥生、2007年12月）

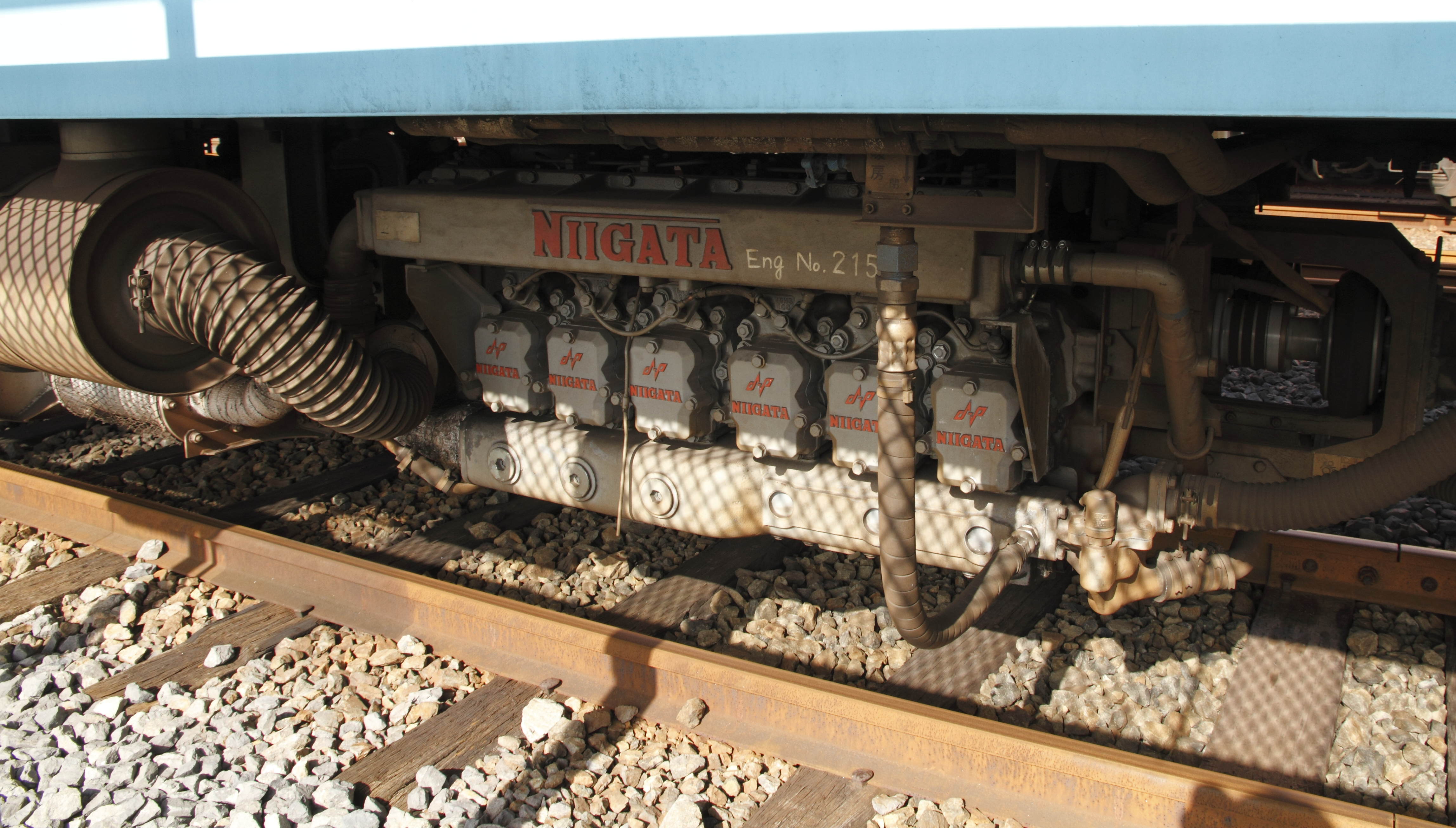
MRT-305に搭載されている新潟原動機製のDMF13HZ
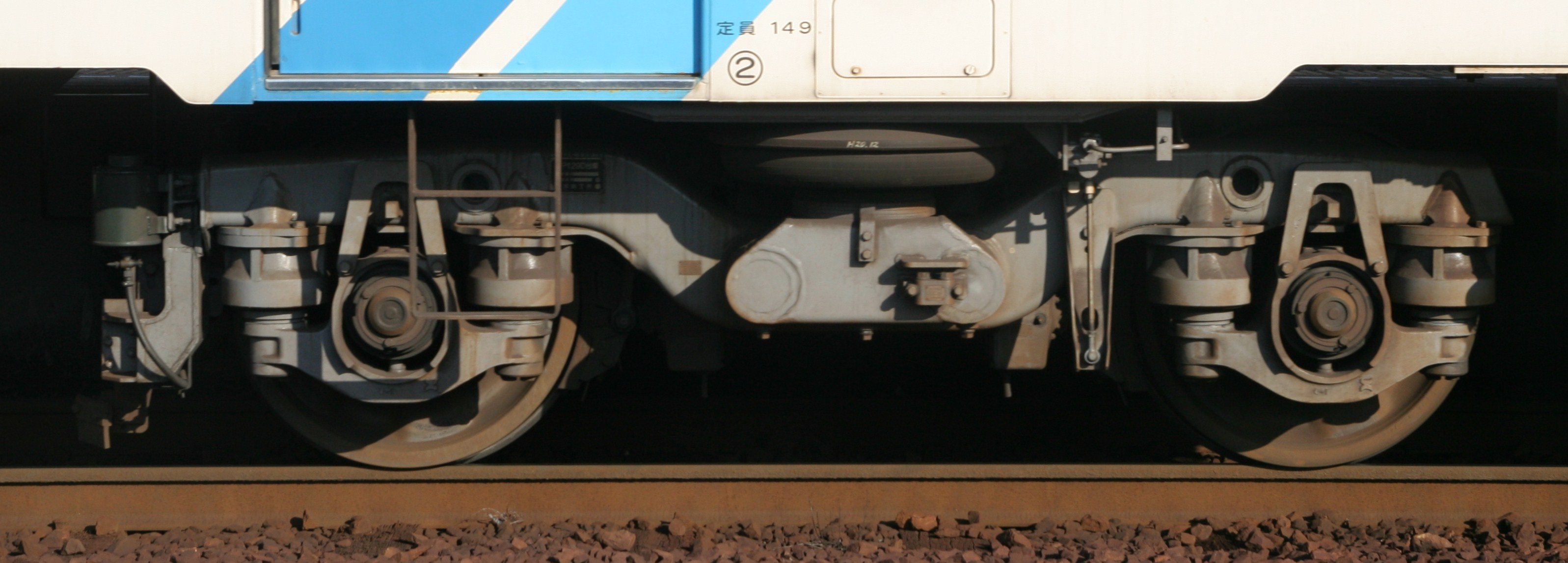
NP129D形台車（三菱自工前、2010年1月）
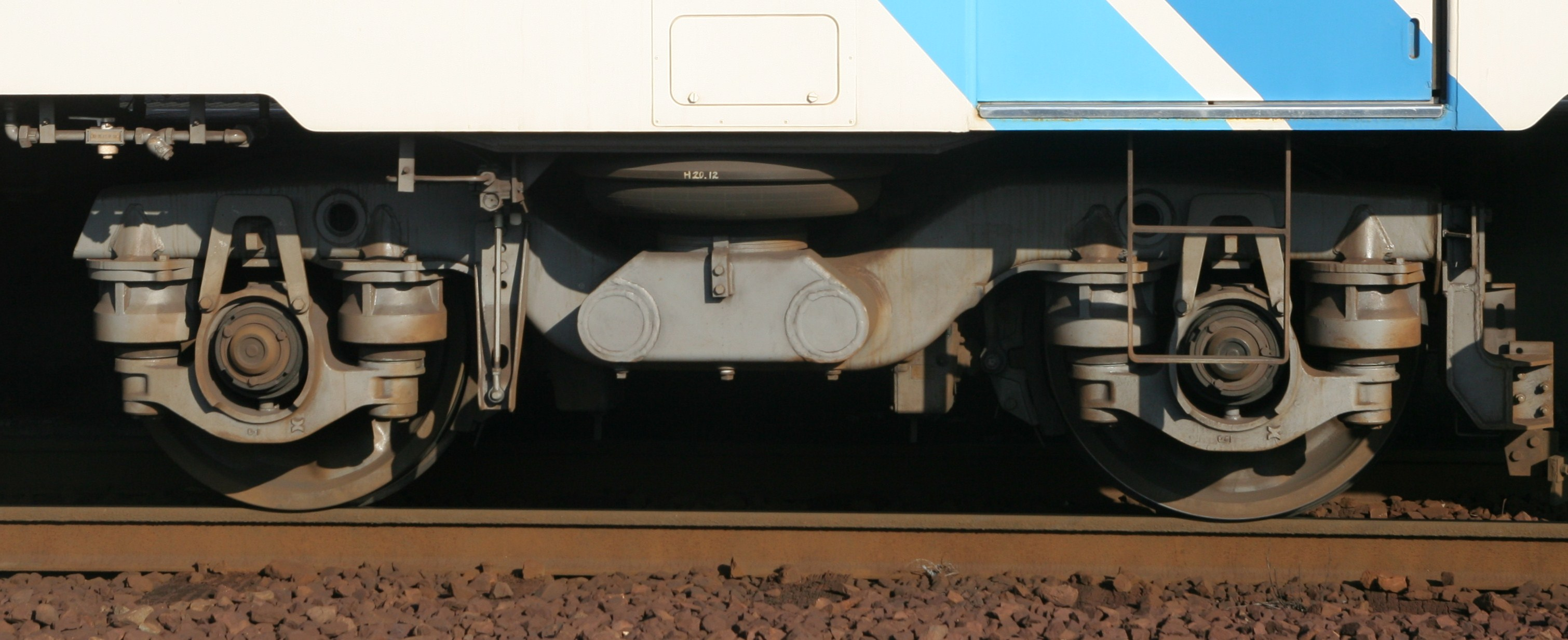
NP129T形台車（三菱自工前、2010年1月）

### 空調装置
暖房装置は機関排熱を利用した温水温風式で、最大能力は49.3kW（42,400kcal/h）、冷房装置は駆動機関に直結した空気圧縮機により均一に冷風を送り出す方式で、最大能力は36.1kW（31,000kcal/h）である。

## 運用
1995年（平成7年）2月11日から営業運転を開始し 、1995年から1996年（平成8年）にかけて投入された。
導入以来、車両外装に大きな変化は特になかったが、303は2020年（令和2年）4月、水島臨海鉄道営業開始50周年を記念し、赤と青のツートンカラーに塗り替えられ、車内の座席シートを暖色系の格子模様柄に取り替えており、同月1日から運行を開始している。
305は2022年（令和4年）12月、児島競艇場開設70周年を記念し、倉敷芸術科学大学の学生が発案したラッピング列車となり、同月23日より運行を開始した。
304は2023年（令和5年）2月、水島本線が三菱重工水島航空機製作所（現在の三菱自工水島製作所）専用鉄道として開業80周年を迎えることから、32系電車や113系電車などで使用されたスカ色を元に、車体上半分をクリーム1号、車体下半分を青15号に塗装し、車内の座席シートを303と同様に暖色系の格子模様柄に取り替えており、同月8日より運行を開始している。
302は2023年12月、三菱ガス化学の脱酸素剤「エージレス」のデザインが施されたラッピング列車となり、同月26日に水島駅にて出発式が開催され、2024年1月より運行を開始し、2025年（令和7年）3月末で終了している。
301は2025年7月、倉敷市が舞台となった映画「蔵のある街」がラッピング列車として施され、同月24日に倉敷市駅にて出発式が行われた。2026年（令和8年）4月末まで運行予定となっている。

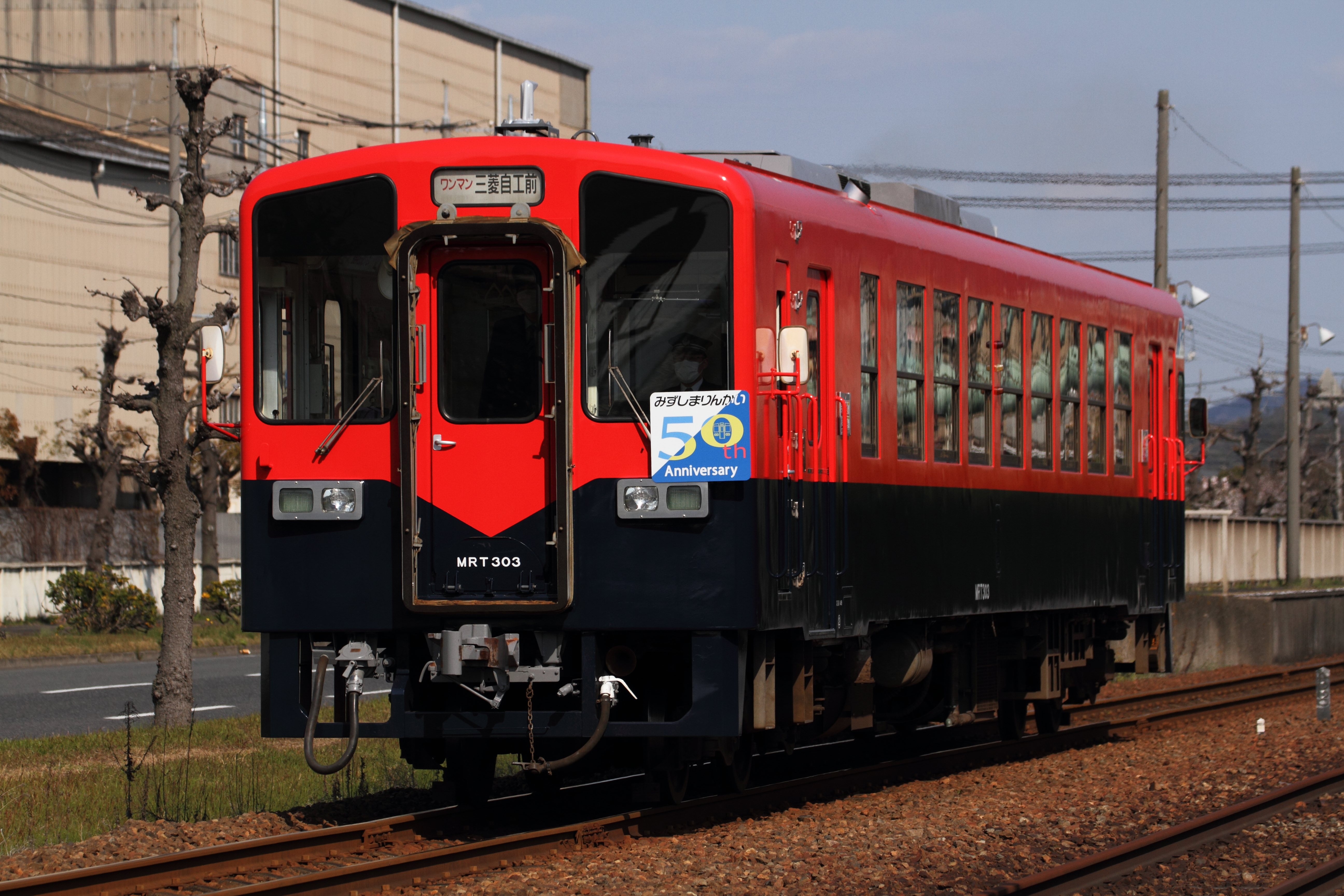
50周年記念塗装色 MRT300形303
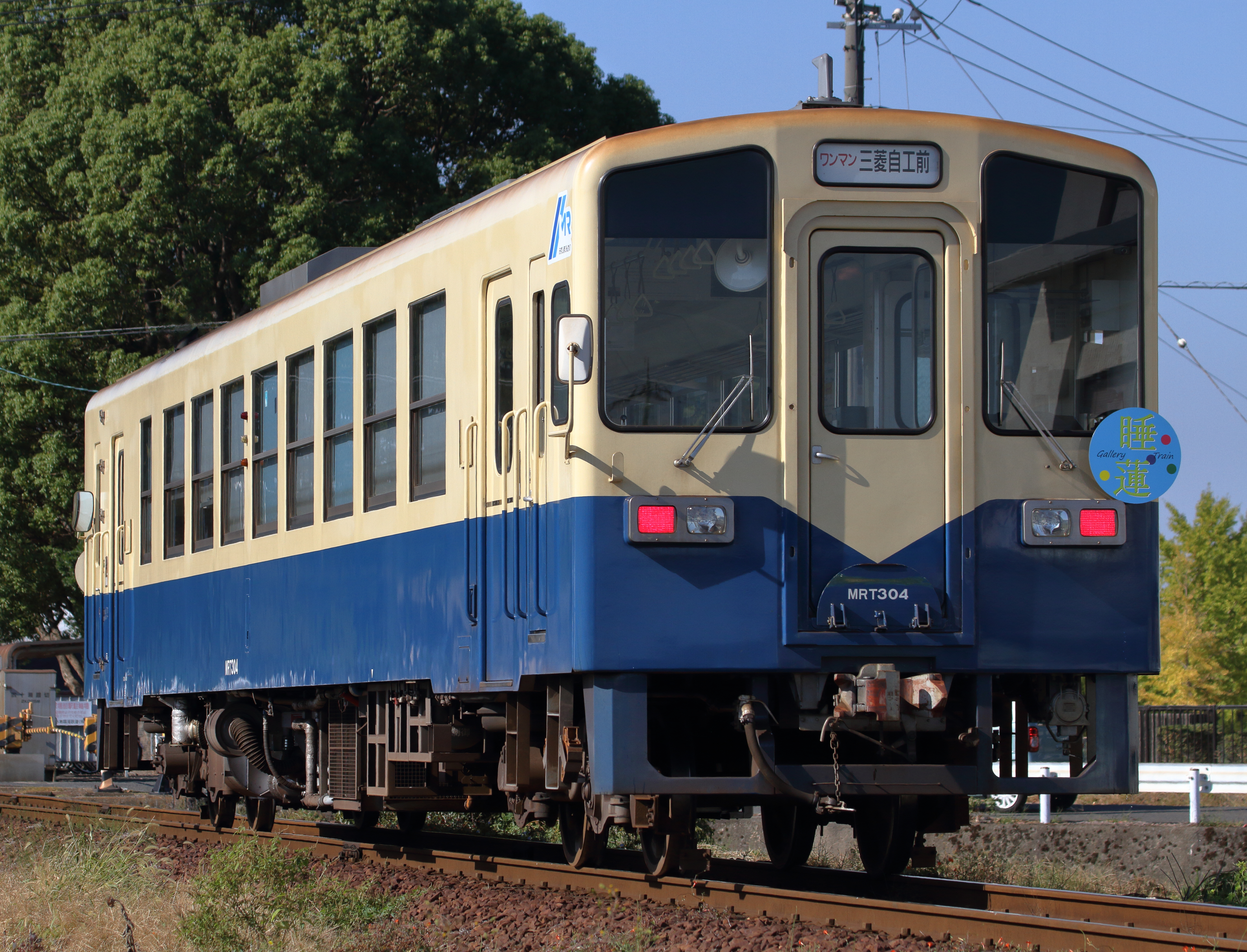
開業80周年記念スカ色 MRT300形304
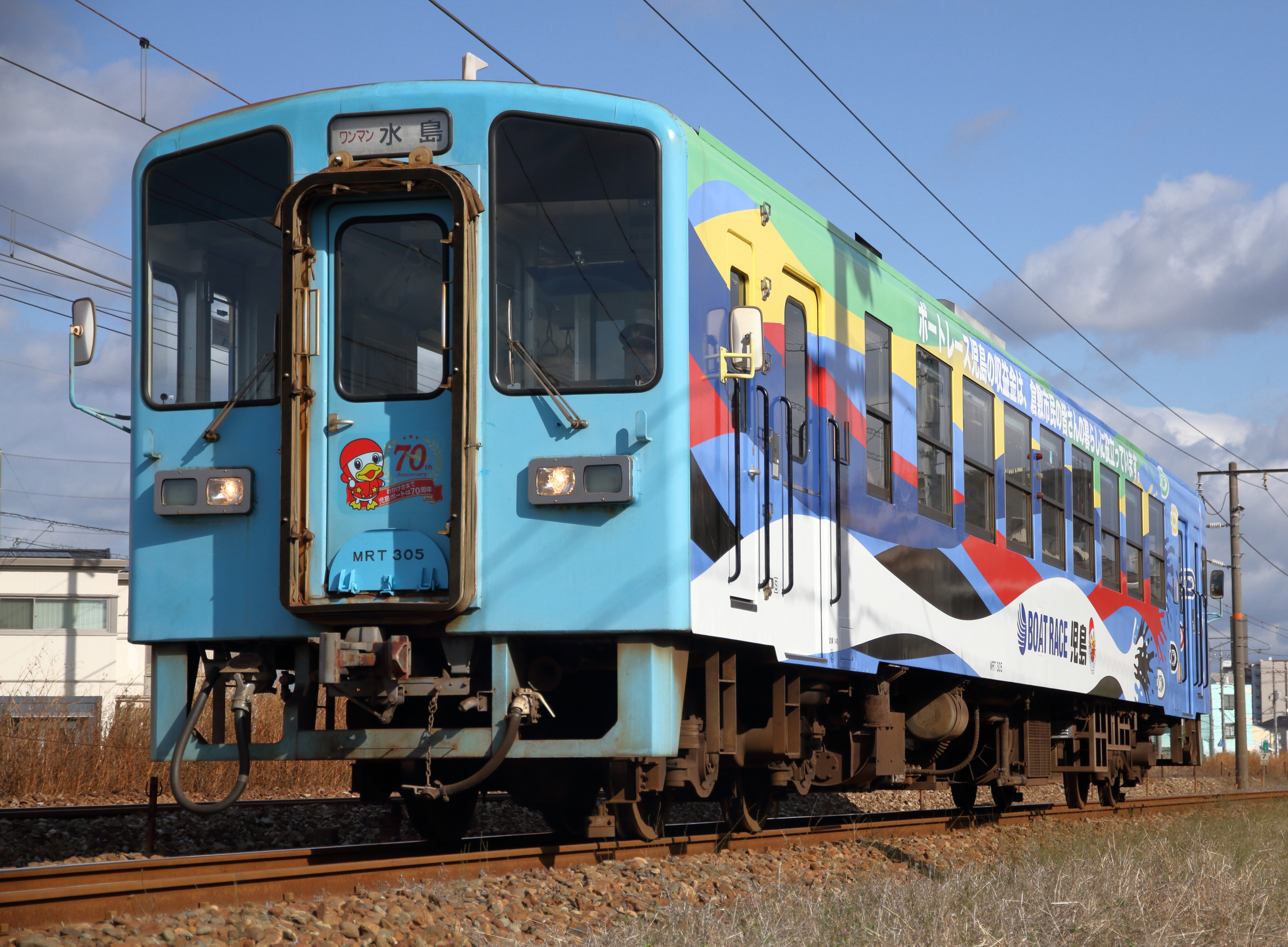
児島競艇場開設70周年記念ラッピング列車 MRT300形305

### 雑誌記事
- 寺田 祐一『私鉄気動車30年』JTBパブリッシング、2006年。ISBN 4-533-06532-5。
- 交友社『鉄道ファン』通巻409号（1995年5月）
  - 「水島臨海鉄道MRT300形」409号 pp. 64
- 電気車研究会『鉄道ピクトリアル』通巻号「新車年鑑1995年版」（1995年10月）
  - 藤井信夫、大幡哲海、岸上明彦「各社別車両情勢」 pp. 86-101
  - 水島臨海鉄道株式会社 運輸部 岡部昌「水島臨海鉄道MRT300形」 pp. 134
  - 「II. 民鉄車両 II-1 車両諸元表」 pp. 182-184
  - 「II. 民鉄車両 II-2 1994年度車両動向」 pp. 184-196
- 電気車研究会『鉄道ピクトリアル』通巻号「新車年鑑1996年版」（1996年10月）
  - 藤井信夫、大幡哲海、岸上明彦「各社別車両情勢」 pp. 88-105
  - 「II. 民鉄車両 II-2 1995年度車両動向」 pp. 183-195
- 電気車研究会『鉄道ピクトリアル』通巻号「新車年鑑1997年版」（1997年10月）
  - 「II. 民鉄車両 II-2 1996年度車両動向」 pp. 176-186

### Web資料
- 「貨物・旅客輸送併営で地域活性化に取り組む」（PDF）『みんてつ』第72巻冬号、日本民営鉄道協会、2020年、19頁。
- 『【2020年4月1日】「50周年記念号」運行開始』（プレスリリース）水島臨海鉄道。2023年1月9日閲覧。
- 「水島臨海鉄道MRT303のカラーリングが変更される」『railf.jp（鉄道ニュース）』交友社、2020年4月2日。2023年1月9日閲覧。
- “児島ボート 70周年記念号が走ります！！”.   水島臨海鉄道 (2022年12月23日). 2023年1月9日閲覧。
- 「児島ボートのラッピング列車公開　水島臨鉄、デザインは大学生考案」『山陽新聞』山陽新聞社、2022年12月23日。2023年1月9日閲覧。
- 「水島臨海鉄道MRT305が「児島ボート70周年記念号」に」『railf.jp（鉄道ニュース）』交友社、2022年12月26日。2023年1月9日閲覧。
- 「水島臨海鉄道MRT304が新塗装に」『railf.jp（鉄道ニュース）』交友社、2023年2月1日。2023年2月2日閲覧。
- “【開業80周年記念】MRT304の記念塗装について”.   水島臨海鉄道 (2023年2月2日). 2023年2月2日閲覧。
- 「【なんとスカ色…？】水島臨海鉄道MRT300形304号の塗装変更」『鉄道ホビダス』ネコ・パブリッシング、2023年2月9日。2023年2月13日閲覧。
- 『三菱ガス化学 エージレス ラッピング列車の運行について』（プレスリリース）水島臨海鉄道。オリジナルの2023年12月27日時点におけるアーカイブ。2023年12月27日閲覧。
- 「水島臨海鉄道×三菱ガス化学　コラボラッピング列車お披露目」『KCT NEWS』倉敷ケーブルテレビ、2023年12月26日。オリジナルの2023年12月27日時点におけるアーカイブ。2023年12月27日閲覧。
- 「水島臨海鉄道でラッピング列車の出発式　倉敷市に工場がある化学メーカーの「脱酸素剤」をPR　岡山」『KSB 5ch NEWS』瀬戸内海放送、2023年12月26日。オリジナルの2023年12月26日時点におけるアーカイブ。2023年12月27日閲覧。
- 『三菱ガス化学 エージレス 運用表』（PDF）（プレスリリース）水島臨海鉄道。オリジナルの2023年12月27日時点におけるアーカイブ。2023年12月27日閲覧。
- 「水島臨海鉄道で「エージレス」ラッピング車両運転」『railf.jp（鉄道ニュース）』交友社、2024年1月2日。オリジナルの2024年1月2日時点におけるアーカイブ。2024年1月4日閲覧。

- “世間を騒がせたこのラッピングも3月末までです #水島臨海鉄道”. X. 2025年1月26日閲覧。

- 「水島臨海鉄道「エージレス号」運転終了を前にヘッドマークを取り付け」『railf.jp（鉄道ニュース）』交友社、2025年3月30日。オリジナルの2025年7月27日時点におけるアーカイブ。2025年8月3日閲覧。

- 「倉敷市が舞台となった映画「蔵のある街」のラッピング列車 出発進行！　25日から倉敷市で先行公開　8月から全国で上映【岡山】」『TBS NEWS DIG』RSK山陽放送、2025年7月24日。オリジナルの2025年8月3日時点におけるアーカイブ。2025年8月4日閲覧。

- 「水島臨海鉄道で映画「蔵のある街」のラッピング列車を運転」『railf.jp（鉄道ニュース）』交友社、2025年7月28日。オリジナルの2025年8月3日時点におけるアーカイブ。2025年8月3日閲覧。